# ユーフィールド
株式会社ユーフィールド（英称：U-FIELD）は、テレビ番組の制作を中心とする制作プロダクションである。

## 沿革
2008年2月8日に、元ジーヤマのプロデューサー・上原敏明が設立。

## 会社概要

### 所在地
- 〒105-0011 東京都港区芝公園2-11-11 芝公園2丁目ビル2F

#### 過去の所在地
- 〒106-0044 東京都港区東麻布1-26-8　イイダアネックス東麻布3F

### 役員
- 代表取締役：上原敏明
- 取締役：谷中憲、新沢学

## 主な制作作品

### テレビ番組

#### 2008年2月 - 2009年12月
レギュラー番組
- 世界一受けたい授業（日本テレビ、NNS系列全国ネット　2008年4月 - ）
- ペケ×ポン（フジテレビ、FNS系列全国ネット　2008年4月 - 2016年2月）
- アリケン（テレビ東京、TXN系列一部ネット　2008年4月 - 2010年9月）
- 人生が変わる1分間の深イイ話（日本テレビ、NNS系列全国ネット　2008年4月 - 11月）
- LQ〜女をアゲる30分〜（日本テレビ、NNS系列一部ネット　2008年4月 - 7月）
- 和風総本家（テレビ大阪、TXN系列全国ネット　2008年4月 - 8月）
- 3人協力クイズ!シャムロック（日本テレビ、NNS系列一部ネット　2008年6月 - 8月）
- しゃべくり007（日本テレビ、NNS系列全国ネット　2008年7月 - 2010年）
- 河本準一のひと花咲かせましょう（テレ朝チャンネル、CS放送　2008年11月 - 2009年8月）
- ホリペイ（BSジャパン、BS放送　2009年1月 - 9月）
- おぎやはぎのそこそこスターゴルフ（BSジャパン、テレビ東京、TXN系列一部ネット　2009年4月 - 7月）
- 愛のお悩み解決!シアワセ結婚相談所（日本テレビ、NNS系列全国ネット　2009年9月 - 2010年6月）
- おぎやはぎのそこそこスターゴルフ2（BSジャパン、テレビ東京、TXN系列一部ネット　2009年7月 - 12月）

スペシャル番組
- 日本テレビ55年記念番組 グッときた名場面BEST55（日本テレビ、NNS系列全国ネット　2008年5月）
- サタデーバリューフィーバー 芸能人検定2008 スターの真実まるわかりSP（日本テレビ、NNS系列一部ネット　2008年6月）
- 生モヤモヤアリケン（テレビ東京、TXN系列全国ネット　2008年7月）
- 有田&山崎のひきだし野郎（テレビ東京、TXN系列一部ネット　2008年10月）
- 3人協力クイズ!シャムロック ゴールデンSP版（日本テレビ、NNS系列全国ネット　2008年10月）
- サタデーバリューフィーバー マチャミの人生100倍楽しもう会（日本テレビ、NNS系列一部ネット　2008年12月）
- 志村&所の戦うお正月2009（テレビ朝日、ABC、ANN系列全国ネット　2009年1月）
- 新春!モヤモヤアリケンオヤジ 〜明日のテレビを考える〜（テレビ東京、TXN系列全国ネット　2009年1月）
- スクランブルエッグ（BSフジ、BS放送　2009年3月）
- マチャミのにっぽん漫遊記（日本テレビ、NNS系列全国ネット　2009年4月）
- 有田&山崎のひきだし太郎（テレビ東京、TXN系列一部ネット　2009年5月）
- グッときた名場面2009（日本テレビ、NNS系列全国ネット　2009年5月）
- おぎやはぎのそこそこスターゴルフ DVD発売記念スペシャル（テレビ東京、関東ローカル　2009年9月）
- 有田&山崎のひきだし太郎（テレビ東京、TXN系列一部ネット　2009年9月）
- おぎやはぎのそこそこスターゴルフ DVD発売記念スペシャル2（テレビ東京、関東ローカル　2009年12月）
- おぎやはぎのそこそこスターゴルフ DVD発売記念スペシャル3（テレビ東京、関東ローカル　2009年12月）

#### 2010年代
レギュラー番組
- おぎやはぎのそこそこスターゴルフ3（テレビ東京、TXN系列一部ネット　2010年1月 - 4月）
- ギブアップ嬢（日本テレビ、NNS系列全国ネット　2010年10月 - 2011年3月）
- アリなし〜アリケン★ゴールデンスタジアム〜（テレビ東京、TXN系列一部ネット　2010年10月 - 2011年9月）
- 地球の最先端をスクープ!SCOOPER（日本テレビ、NNS系列全国ネット　2011年4月 - 2012年3月）
- フジテレビからの〜!（フジテレビ、関東ローカル　2011年4月 - ）
- 5MEN旅（日本テレビ、NNS系列全国ネット　2011年6月 - 2012年3月）
- なにわなでしこ（日本テレビ、NNS系列一部ネット　2011年7月 - 12月）
- 世紀の和解SHOW（日本テレビ、NNS系列一部ネット　2011年7月 - 9月）
- 未来シアター（日本テレビ、NNS系列全国ネット　2012年4月 - 2015年3月）
- GIRIGIRIアウト!しばらくお待ちください（NOTTV、携帯スマートフォン向け放送局　2012年4月 -）
- 奥の深道〜同類くんの旅〜（フジテレビ、FNS系列全国ネット　2012年4月 - 8月）
- 竹山のやりたい100のこと〜ザキヤマ&河本のイジリ旅〜（フジテレビONE、CS放送　2012年5月 - 2013年2月）
- スピード査定バラエティ カラクリマネー（日本テレビ、NNS系列一部ネット　2012年6月 - 8月）
- 解決!ナイナイアンサー（日本テレビ、NNS系列全国ネット　2012年10月 - 2015年3月）
- コンちゃんテンちゃん（フジテレビ、関東ローカル　2012年10月 - 2013年6月）
- 竹山のやりたい100のこと シーズン2〜ザキヤマ&河本のイジリ天国〜（フジテレビONE、CS放送　2013年5月 - 2014年2月）
- ひろいきの（フジテレビ、FNS系列一部ネット　2013年10月 - 2014年9月）
- おーい!ひろいき村（フジテレビ、FNS系列全国ネット　2014年10月 -）
- ポンコツ&さまぁ〜ず（テレビ東京、TXN系列全国ネット　2014年10月 - 2017年3月）
- アフロの変（フジテレビ、FNS系列一部ネット　2014年10月 - 2016年4月）
- 僕らが考える夜（フジテレビ、FNS系列一部ネット　2015年4月 - 9月）
- 指原カイワイズ（フジテレビ、FNS系列一部ネット　2015年10月 - 2016年9月）
- 有吉ベース（フジテレビONE、衛星放送　2016年1月11日 - ）
- モシモノふたり〜タレントが“おためし同居生活”してみました〜（フジテレビ、FNS系列全国ネット　2016年4月 - 2017年3月）
- さしこく〜サシで告白する勇気をあなたに〜（フジテレビ、FNS系列一部ネット　2016年10月 - 2017年3月）
- もろもろのハナシ（フジテレビ、FNS系列一部ネット　2017年4月 - 9月）
- 真夜中（フジテレビ、FNS系列一部ネット　2017年4月 - 9月）
- 白昼夢（フジテレビ、FNS系列一部ネット　2017年10月 - 2019年3月）
- なりゆき街道旅（フジテレビ、FNS系列ほか一部地域ネット　2018年4月 - ）
- 今日から友達になれますか?（フジテレビ、FNS系列ほか一部地域ネット　2019年4月 - 2020年3月）

スペシャル番組
- モヤさま・アリケン・ゴッドタン 第1回テレビ東京ラジー賞〜明日のテレビを考える〜（テレビ東京、TXN系列全国ネット　2010年1月）
- KAT-TUNの先輩教えてください! 大人のオキテ100 Part3 ア〜ンド くりぃむ（日本テレビ、NNS系列全国ネット　2010年1月）
- マチャミVSナニワ女芸人!しゃべり倒しツアー（読売テレビ、関西ローカル　2010年3月）
- 有田&山崎のひきだし太郎（テレビ東京、TXN系列一部ネット　2010年4月）
- グッときた名場面ベスト77（日本テレビ、NNS系列全国ネット　2010年5月）
- おぎやはぎのそこそこスターゴルフ4（テレビ東京、TXN系列一部ネット　2010年6月）
- かわいい♥グランプリ（テレビ東京、TXN系列全国ネット　2010年6月）
- 人材育成バラエティー 関ジャニ∞の怒られよう!（テレビ朝日、ANN系列全国ネット　2010年7月）
- ワケあり(秘)お宝映像祭 動画!インパクト王国（日本テレビ、NNS系列全国ネット　2010年7月）
- FNSの日26時間テレビ2010 超笑顔パレード 絆 爆笑!お台場合宿!! ペケ×ポン朝80分スペシャル（フジテレビ、FNS系列全国ネット　2010年7月）
- サタデーバリューフィーバー リアル×ワールド Followers 〜ツイッターで生まれた3つのリアル出会いストーリー〜（日本テレビ、NNS系列一部ネット　2010年8月）
- マチャミのしゃべり倒しツアー2（読売テレビ、関西ローカル　2010年8月）
- 24時間テレビ33 「愛は地球を救う」（日本テレビ、NNS系列全国ネット　2010年8月）
- ワケあり(秘)お宝映像祭 動画!インパクト王国2（日本テレビ、NNS系列全国ネット　2010年9月）
- 芸能界1000人大調査!プライベート完全データ化スペシャル（読売テレビ、NNS系列全国ネット　2010年9月）
- アンタッチャブル山崎弘也の休日 in リビア（フジテレビ、FNS系列一部ネット　2010年10月）
- 有田&山崎のひきだし太郎（テレビ東京、TXN系列一部ネット　2010年10月）
- サタデーバリューフィーバー マイノリティ・リポート（日本テレビ、NNS系列一部ネット　2010年10月）
- ゲツニチ（フジテレビ、FNS系列一部ネット　2010年10月）
- おぎやはぎのそこそこスターゴルフ お正月直前SP（テレビ東京、TXN系列一部ネット　2010年12月）
- EXILEVS女芸人軍団 2011年もネバーギブアップ!日本一アブない新年会やっちゃうよ〜（日本テレビ、NNS系列全国ネット　2011年1月）
- おぎやはぎのそこそこスターゴルフ4 お正月スペシャル（テレビ東京、TXN系列一部ネット　2011年1月）
- スパモク!! プロQ〜なるほど!プロが認めるベスト1 総力取材しましたSP〜（TBS、JNN系列全国ネット　2011年2月）
- 金曜スーパープライム 池上彰くんに教えたい10のニュース（日本テレビ、NNS系列全国ネット　2011年3月）
- 特ダネ!こども新聞社（関西テレビ、関西ローカル　2011年3月）
- バリューナイト ワン泊ピース（日本テレビ、NNS系列全国ネット　2011年4月）
- マイノリティ・リポート（日本テレビ、NNS系列全国ネット　2011年4月）
- グッときた名場面ベスト51（日本テレビ、NNS系列全国ネット　2011年5月）
- サタデーバリューフィーバー 世紀の和解SHOW（日本テレビ、NNS系列一部ネット　2011年5月）
- 世界若返りツアーin台湾（福岡放送、NNS系列全国ネット　2012年1月）
- こんな感じでどうですか（フジテレビ、関東ローカル　2012年3月 -）
- V6 LOVE VICTORY（TBS、JNN系列ほか一部地域ネット　2012年12月 - ）
- 世界若返りツアーinバンコク（福岡放送、NNS系列全国同時ネット　2013年1月）
- ワンダーキッス 〜世界最高のキスをあなたに〜（関西テレビ、FNS系列関西ローカル　2013年12月）
- サンバリュ 超お宝マーケティング!ソコホル（日本テレビ、NNS系列ほか一部地域ネット　2014年3月）
- ツキギメ! ワンダーキッス 〜世界最高のキスをあなたに〜（関西テレビ、FNS系列ほか一部地域ネット　2014年4月）
- 世界若返りツアーinシンガポール（福岡放送、NNS系列全国同時ネット　2014年8月）
- この目でミステリー 〜日本れきし見聞録〜（フジテレビ、FNS系列全国同時ネット　2014年12月）
- なるほど!ザ・ワールド2015秋（フジテレビ、FNS系列全国同時ネット　2015年10月）
- 小峠漫遊記 激ウマふれあいビンゴ旅!（テレビ東京、TXN系列ほか一部地域ネット　2015年11月）
- 日曜ファミリア 人気芸能人にイタズラ! 仰天ハプニング100連発（フジテレビ、FNS系列全国同時ネット　2016年1月）
- 人気芸能人にイタズラ! 仰天ハプニング100連発（フジテレビ、FNS系列全国同時ネット　2016年6月）
- 人気芸能人にイタズラ! 仰天ハプニング120連発（フジテレビ、FNS系列全国同時ネット　2016年12月）
- 人気芸能人にイタズラ! 仰天ハプニング77連発（フジテレビ、FNS系列全国同時ネット　2017年7月）
- 出川哲朗とバリバリウーマン!〜今夜、すべてブチまけるわよ!SP〜（フジテレビ、FNS系列全国同時ネット　2018年1月）
- ダウンタウンのガキの使いやあらへんで!大晦日特番 絶対に笑ってはいけない青春ハイスクール24時!（日本テレビ、NNS系列局全国同時ネット　2019年12月31日 - 2020年1月1日）

#### 2020年代
レギュラー番組
- みえる（テレビ朝日、ABEMATV　2020年10月 - ）
- ヒロミ・指原の“恋のお世話始めました”（テレビ朝日、ABEMATV　2020年10月 - ）

スペシャル番組
- ダウンタウンのガキの使いやあらへんで!大晦日特番 絶対に笑ってはいけない大貧民GoToラスベガス24時!（日本テレビ、NNS系列局全国同時ネット　2020年12月31日 - 2021年1月1日）

### ネット配信
レギュラー番組
- 矢作と山崎と（フジテレビ、フジテレビオンデマンド　2017年4月 - ）

## 過去のスタッフ
- 前川善郎